# Rychwałd (Petite-Pologne)
Pour l’article homonyme, voir Rychwałd (Silésie).
Rychwałd est une localité polonaise de la gmina de Pleśna, située dans le powiat de Tarnów en voïvodie de Petite-Pologne.